# Sepia recurvirostra
Sepia recurvirostra е вид главоного от семейство Sepiidae.

## Разпространение и местообитание
Видът е разпространен в Бангладеш, Виетнам, Индия (Андамански и Никобарски острови), Индонезия (Калимантан, Сулавеси, Суматра и Ява), Камбоджа, Китай (Гуандун, Гуанси, Фудзиен и Хайнан), Малайзия (Западна Малайзия, Сабах и Саравак), Мианмар, Провинции в КНР, Сингапур, Тайван, Тайланд, Филипини и Хонконг.
Обитава морета и заливи.